# Art Kane
Art Kane (narozený jako Arthur Kanofsky; 9. dubna 1925 – 3. února 1995) byl americký módní a hudební fotograf působící od 50. do začátku 90. let 20. století. Vytvořil mnoho portrétů současných hudebníků, včetně Boba Dylana, Jefferson Airplane, Sonnyho a Cher, Arethy Franklin, Franka Zappy, Jima Morrisona, Janis Joplinové, Rolling Stones nebo The Who.

## Životopis
Kane se narodil v New Yorku ruským židovským rodičům. Protože se chtěl stát ilustrátorem, navštěvoval školu umění a architektury v Cooper Union, než vstoupil do americké armády během druhé světové války. Sloužil v neobvyklé armádní klamné jednotce známé jako Armáda duchů, inkubátoru pro mnoho mladých umělců. Ve věku 26 let se stal uměleckým ředitelem časopisu Seventeen, jako jeden z nejmladších uměleckých ředitelů významné publikace. Začal zkoumat svou vášeň pro fotografii, nakonec studoval u legendárního Alexeye Brodovitche, který „učil generaci fotografů [...], že tvůrčí proces by měl být úplným zkoumáním toho, co je jedinečné ve vlastní vizi“. [ref4] V roce 1958 dostal od časopisu Esquire úkol, který odstartoval jeho kariéru fotografa, když se v Harlemu ve státě New York sešlo 57 jazzových hudebníků, aby vytvořili skupinový portrét. Později známý jako Velký den v Harlemu byl výsledný snímek popsán jako „nejikoničtější fotografie v historii jazzu“ a byl předmětem stejnojmenného dokumentárního filmu Jeana Bacha z roku 1994.
Jeho práce byla provokativní, experimentální a hravá, časopisy ji občas odmítaly pro nahotu nebo neuctivost. Kane o svém přístupu k portrétování řekl: "Pokud chcete vyfotografovat umělce, musíte je uchopit, získat si je, musíte je ovládnout, a pak je přetvořit do toho, co o nich chcete říct.“ V knize The Nikon Image byl citován výrok: „Vždy jsem se považoval za ilustrátora, gramotného fotografa se zájmem produkovat snímky, které odrážejí podstatu myšlenky. [... ] Chci spíše lidskou scénu interpretovat, než ji pouze jednoduše zaznamenávat."
V knize De Lorean: Stainless Steel Illusion je Kaneovi připsána fotografie Johna DeLoreana se sportovním vozem DeLorean, která byla použita v jediné časopisecké reklamě, kterou společnost provozovala. V roce 1989 byly v Cape May v New Jersey uspořádány workshopy Art Kane Photo Workshops. Byly to týdenní workshopy s významnými fotografy.
Příklady Kaneovy práce lze nalézt ve stálých sbírkách Muzea moderního umění a Metropolitního muzea umění v New Yorku. Mezi jeho mnoha cenami byl například v roce 1964 jmenován fotografem roku společností American Society of Media Photographers (ASMP) a v roce 1984 obdržel cenu ASMP za celoživotní dílo. Kompilace jeho díla vyšla v roce 2014 a kniha vytvořená k 60. výročí A Great Day in Harlem v roce 2018 s předmluvami Quincyho Jonese a Bennyho Golsona.
V roce 1995 Kane (69) zemřel na střelné zranění, které si sám způsobil v domě své bývalé manželky Millicent Kaneové v Garrard County, Kentucky. In addition to the drummer Jonathan Kane, his children also included sons Nikolas and Anthony.